# Макдональд, Мишель
Мишель Марлен Макдональд-Бёке (англ. Michele Marlene McDonald Boeke; 26 июня 1952 год — 23 января 2020) — американская фотомодель, медсестра; победительница «Мисс США 1971».

## Биография
Участие в конкурсе Мисс Пенсильвания было поддержано её матерью, в котором Мишель одержала победу. Одерживает победу на национальном конкурсе красоты Мисс США. на следующий день после победы в конкурсе красоты, Мишель и её родители посетили Ки-Бискейн, где встретились с президентом США Ричардом Никсон и его женой Пэт Никсон.
До участия в международном конкурсе красоты Мисс Вселенная 1971 Мишель сбавила в весе, проходивший в июле, в Майами, штат Флорида. Из-за чего, Мишель была на грани истощения. По окончании конкурса, вошла в Топ-15 участниц.
В восемнадцать лет, учась в Knoch High School, стала первой победительницей в конкурсе, став самой молодой обладательницей титула за последние десять лет. Она пропустила выпускной экзамен, участвуя в конкурсе в национальном конкурсе. Вернувшись в родной город, после победы в конкурсе, для того, чтобы принять участие в окончании средней школы, выехав из аэропорта в составе кортежа, который встречали тысячи людей и чиновники города.
До соревнований на конкурсе Мисс США, никогда не покидала штат не летала в самолете. Посетила тридцать штатов и несколько стран, как Бразилия и Багамские острова. Призовой пакет составлял 5000 американских долларов, норковая шуба стоимостью, также стоимостью 5000 долларов и 5000 долларов полученных от взносов.
После передачи титула следующей победительнице, Мишель планировала посещать школу медсестёр. Парень из старшей школы сделал предложение в последний месяц перед передачей титула.